# R.K. Scholengemeenschap Dr. Cuypers
De R.K. Scholengemeenschap Dr. Cuypers is een voormalige school voor vmbo in Roermond. De oprichting van de school heeft veel te danken aan de bekende architecten Pierre en Jos Cuypers die hun atelier in Roermond hadden.

## Ontstaan

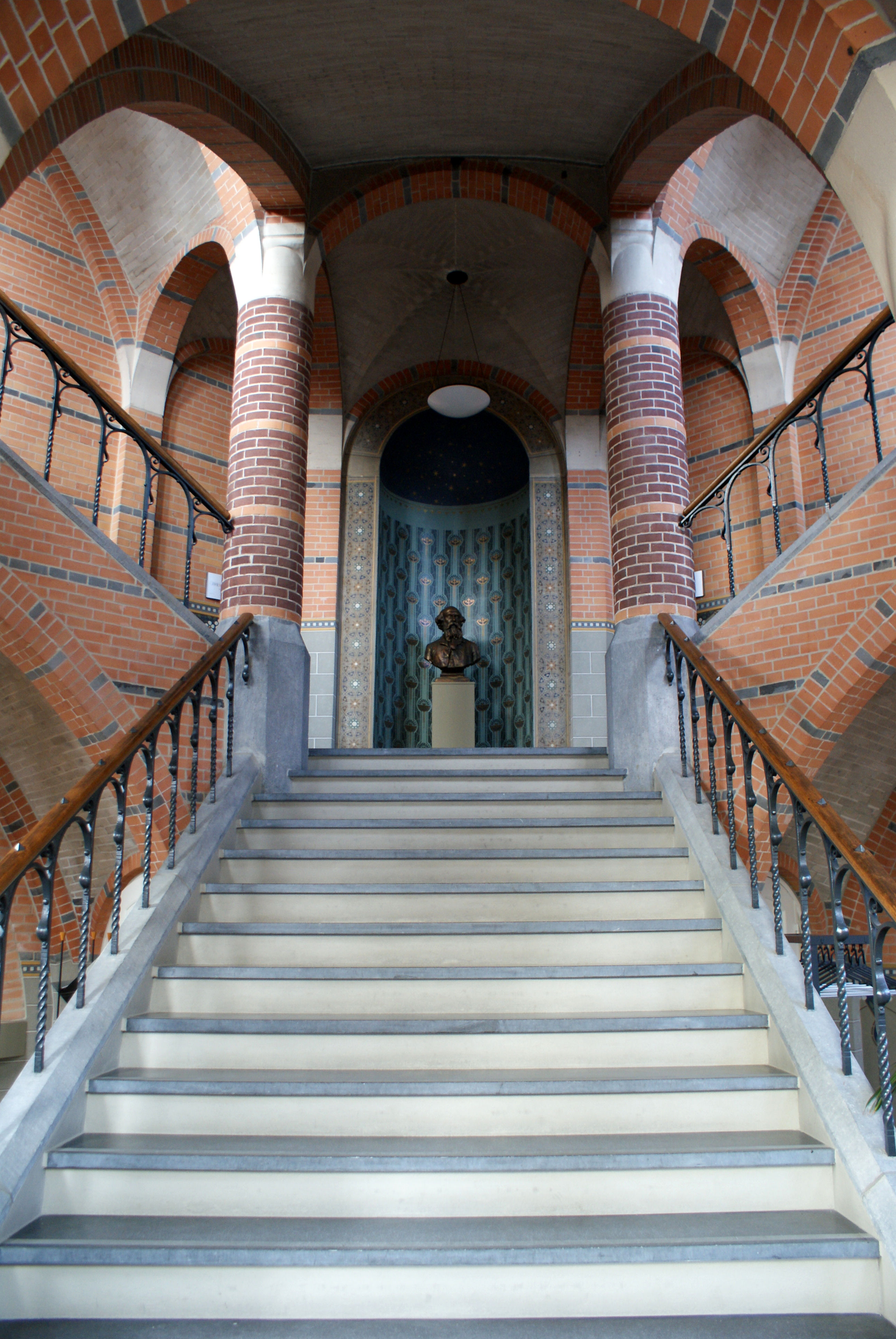
Borstbeeld Dr Cuypers. Dit beeld stond voorheen in de entree van de opleiding aan de Godsweerdersingel

De R.K. Scholengemeenschap Dr. Cuypers vindt haar oorsprong in de Stadsteekenschool en de Ambachtsschool van Roermond. Het laatst gebruikte pand van de Stadsteekenschool werd in 1905 gebouwd, de Ambachtschool in 1907. De beide gebouwen staan naast elkaar op de hoek van de Godsweerdersingel met de Godsweerderstraat. Het oorspronkelijke ontwerp van de Teekenschool aan de Godsweerdersingel is hoogstwaarschijnlijk van Pierre Cuypers, maar het uiteindelijke gebouw werd ontworpen door J. van Lokhorst en Nicolaas van der Schuit. De Ambachtsschool werd ontworpen door de stadsarchitect (Cornelis) L. Luyten, maar het is goed te zien dat ook dit ontwerp onder supervisie van Pierre Cuypers was gemaakt. Zijn zoon Jos had de supervisie over de bouw. Pierre Cuypers was tot aan zijn dood voorzitter van de ambachtsschool.
De ambachtsschool begon met 32 leerlingen die les kregen in de vakken smeden, bankwerken, timmeren, meubelmaken en schilderen. Al snel werden meer vakken toegevoegd. In 1925 werd de school samengevoegd met de School voor Nuttige en Beeldende Kunsten (Teekenschool). Voortaan werd volledig dag- en avondonderwijs verzorgd tot aan de verhuizing naar de nieuwbouw in de wijk De Kemp in 1962.

## R.K. Scholengemeenschap Dr. Cuypers

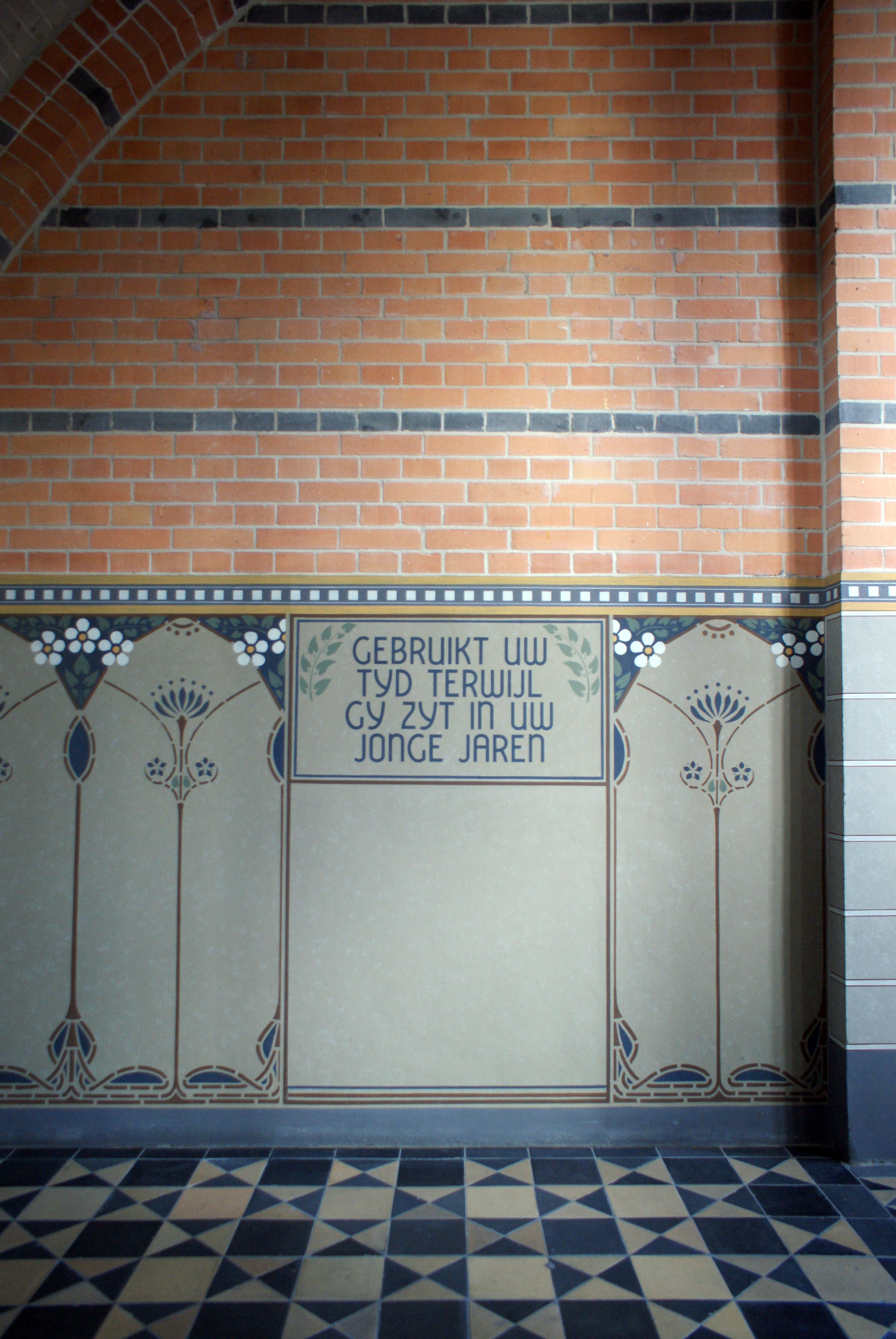

In het nieuwe gebouw aan de St. Odgerusstraat werd bij de ingang een borstbeeld van Pierre Cuypers geplaatst. De opleidingen waren wat aangepast maar de nadruk bleef liggen op bouwkunde. Na vele jaren verdwenen sommige opleidingen, zoals houtbewerking en kwamen er nieuwe opleidingen als reclametekenen en grafische techniek. Vanaf 1991 werd er lesgegeven in de vakken:
- Bouwkunde ( met differentiatie- reclametekenen en schilderen/afwerking en bewerkingstechnieken )
- Consumptieve techniek ( met differentiatie - koken/serveren - brood/banketbakken )
- Elektrotechniek
- Grafische techniek ( vormvervaardigen / vormverwerken )
- Mechanischetechniek (metaalbewerkig )
- Motorvoertuigentechniek ( autotechniek )
- Textiel en commercie
- Verzorging

De leerlingen moesten 6 tot 7 vakken volgen, waaronder 4 vakken Algemeen Vormend Onderwijs op de niveaus A, B, C of D. Voor bepaalde opleidingen was C- of D-niveau (MAVO) verplicht.

## Verval
Terwijl de oude Teekenschool aan de Godsweerdersingel reeds was gerestaureerd, en een deel aan de Godsweerderstraat tijdens de restauratie in 1992 was afgebroken, raakte het gebouw aan de St. Odgerusstraat steeds verder in verval. In 2004/2005 zijn de opleidingen volledig opgegaan in het 'nieuwe' Lyceum Schöndeln. De opleiding 'basis Reclametekenen' verdween hier, als een van de enige twee in Nederland. Het gebouw aan de St Odgerusstraat is in 2009/2010 afgebroken. De Teeken- en Ambachtsschool aan de Godweerdersingel is een rijksmonument.

## Kunstnijverheidsschool Quellinus Amsterdam
Piere Cuypers richtte al eerder, in 1877, in de bouwloods van het Rijksmuseum een tekenschool op. De Quellinusschool werd een van de voorlopers van de latere Gerrit Rietveld Academie.

## Fotogalerij

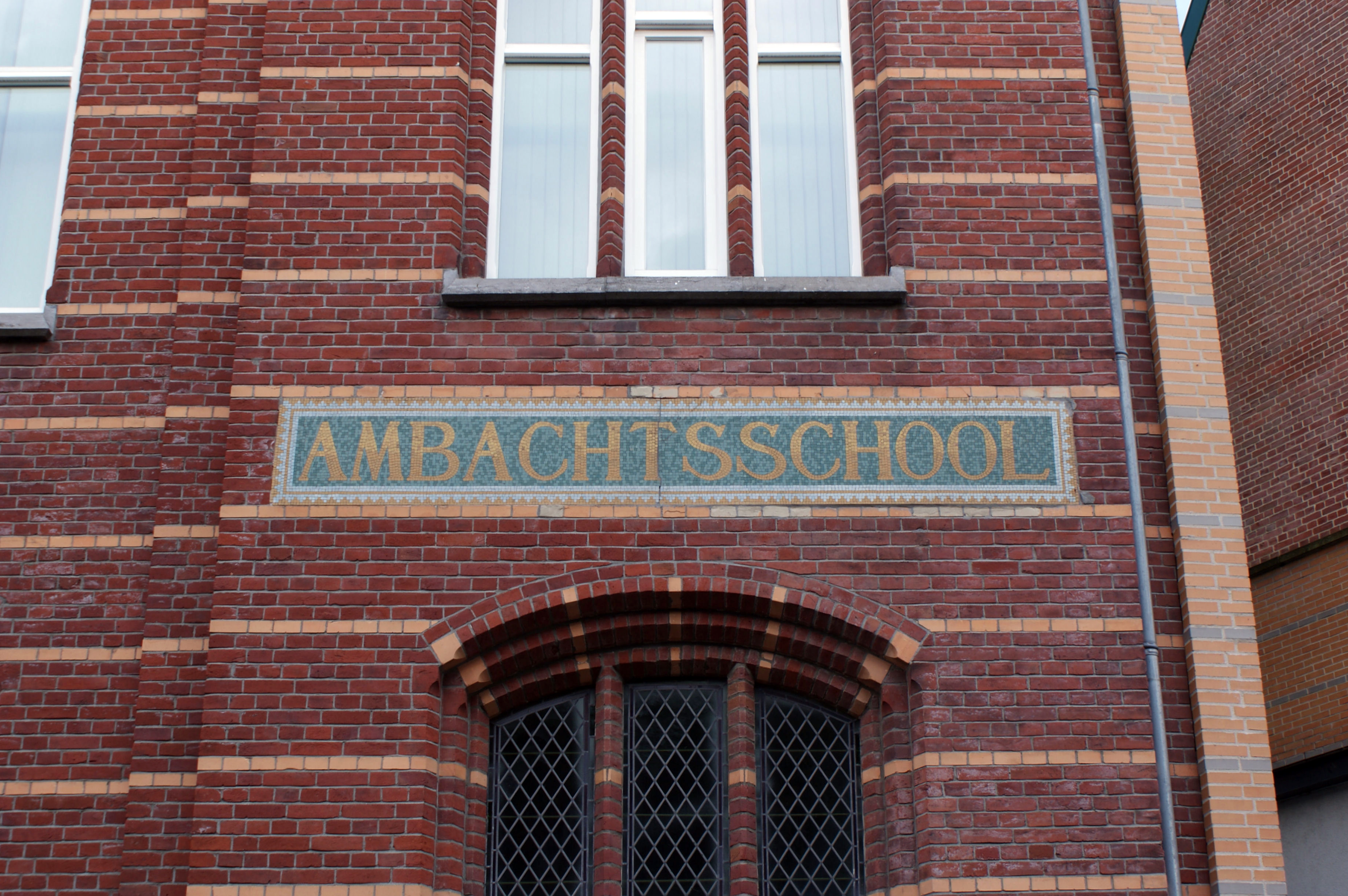
Ambachtschool gevel
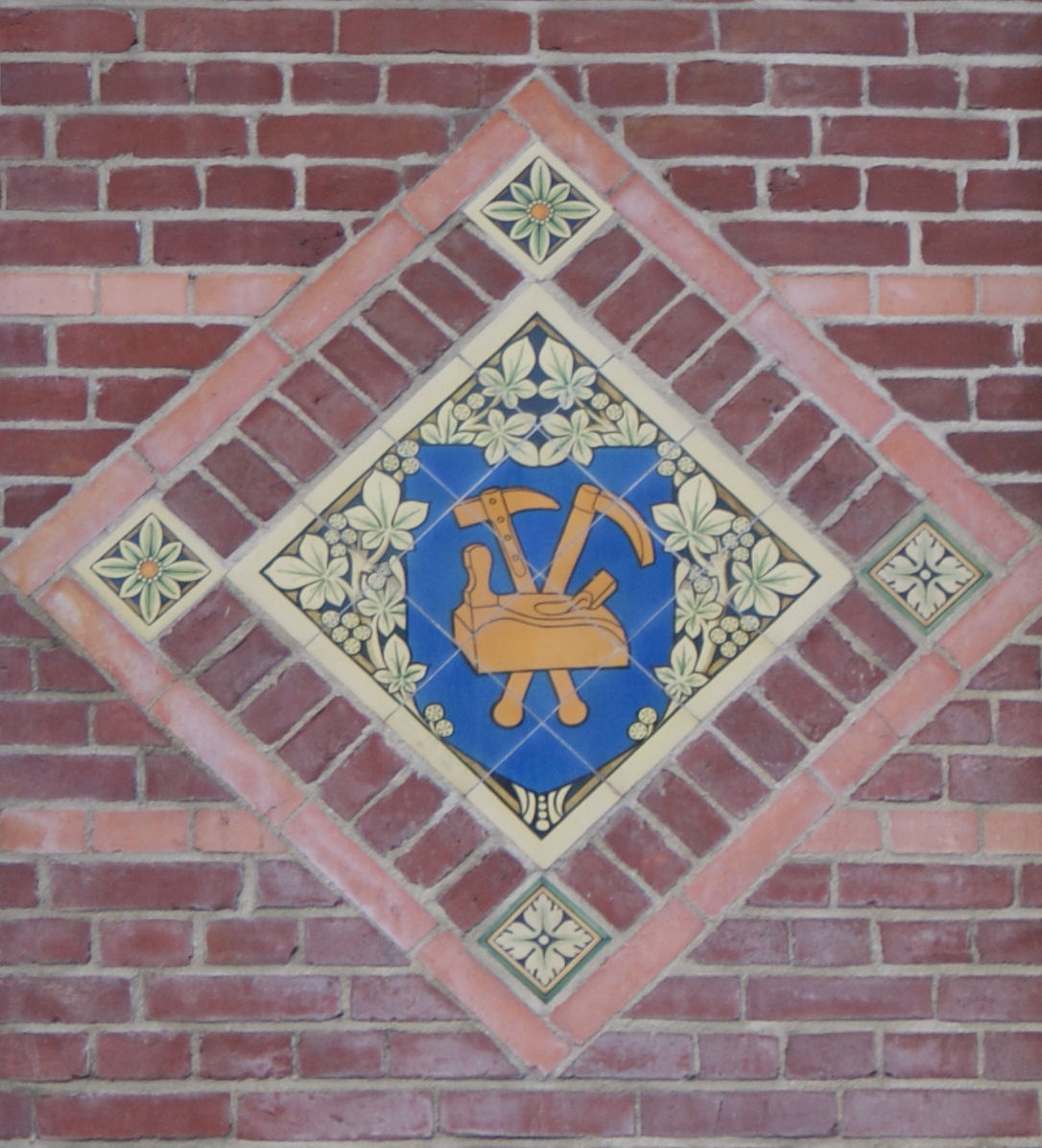
Ambacht Houtbewerken
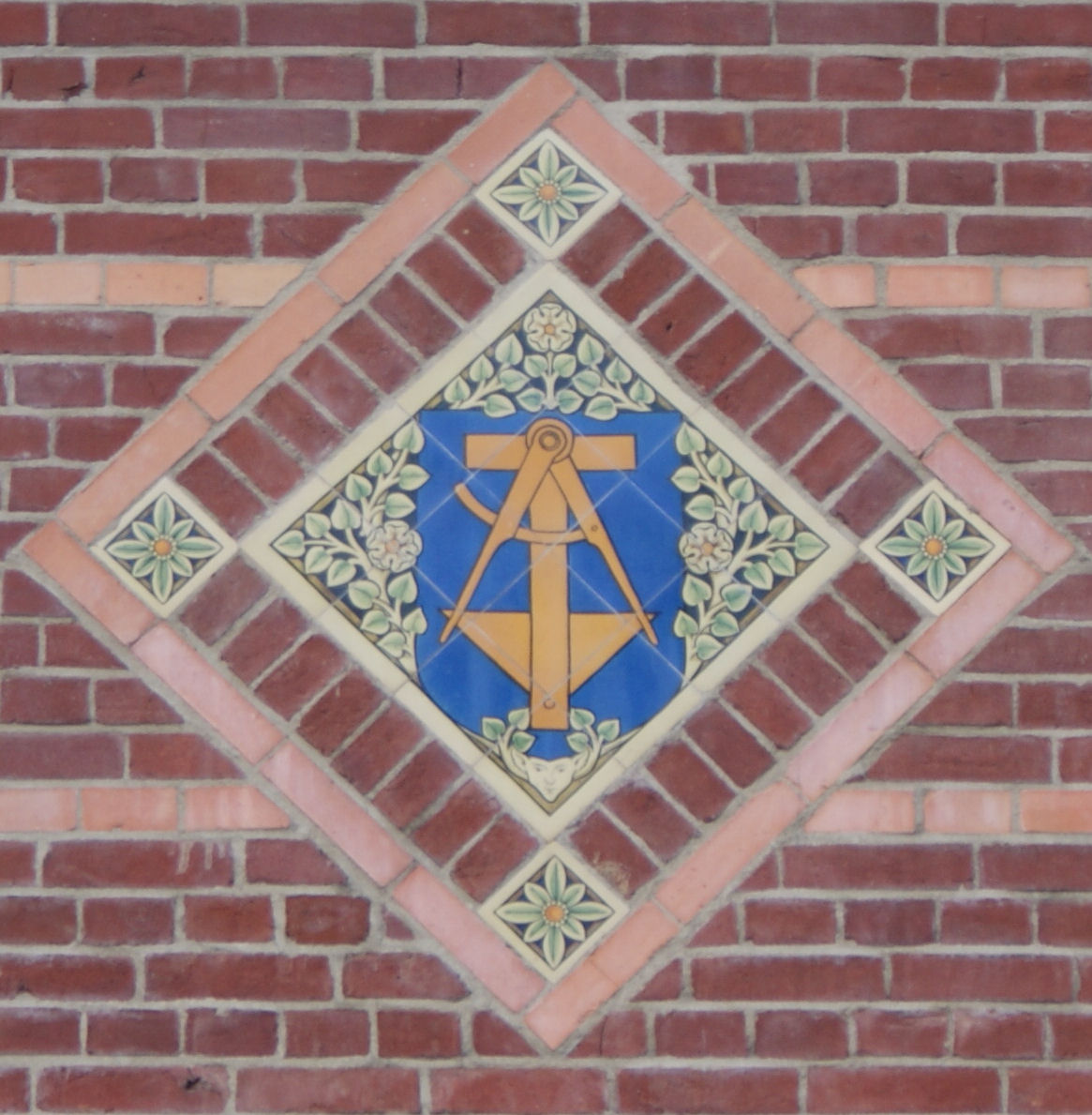
Ambacht Meetkunde
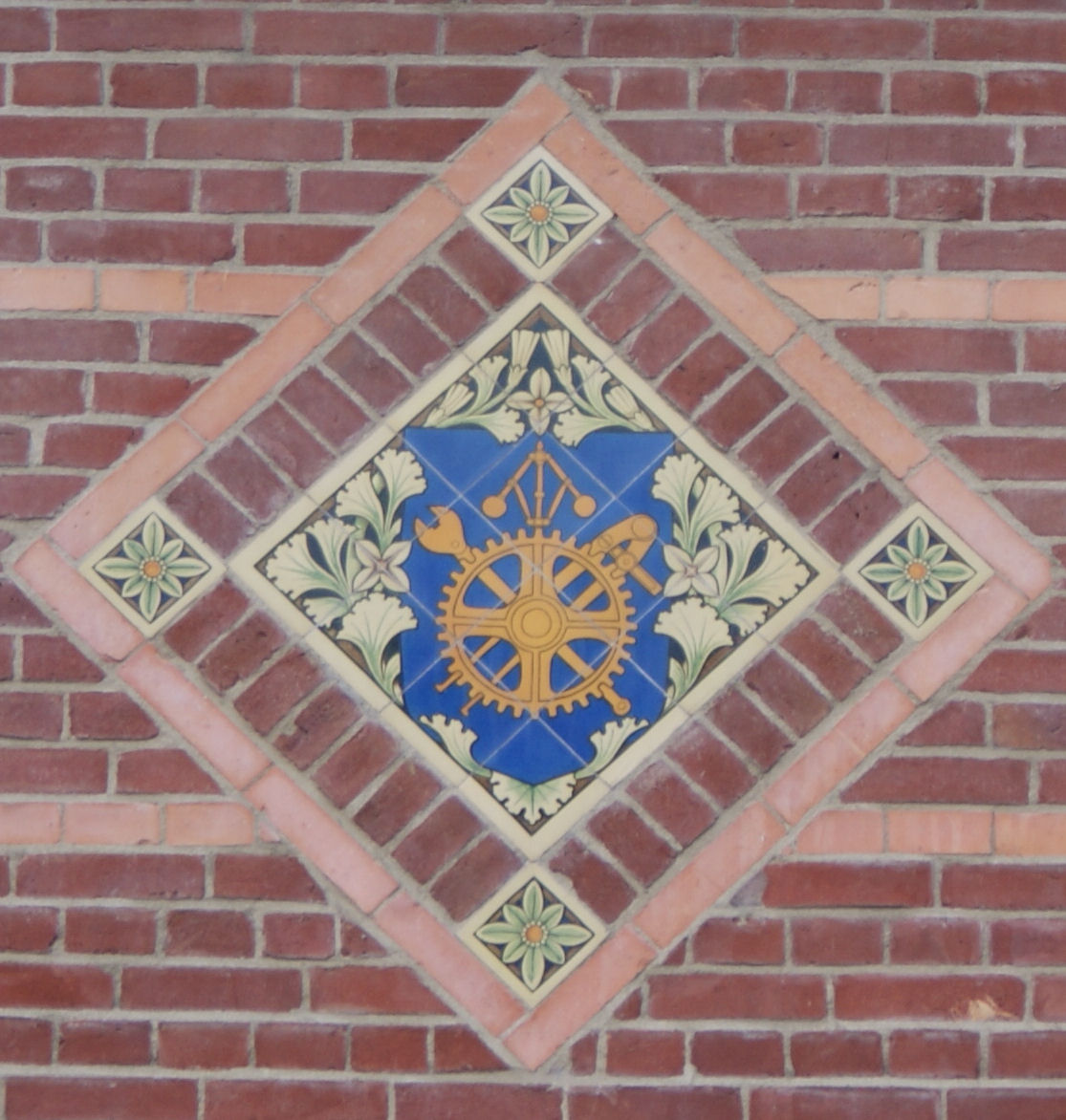
Ambacht Werktuigbouwkunde
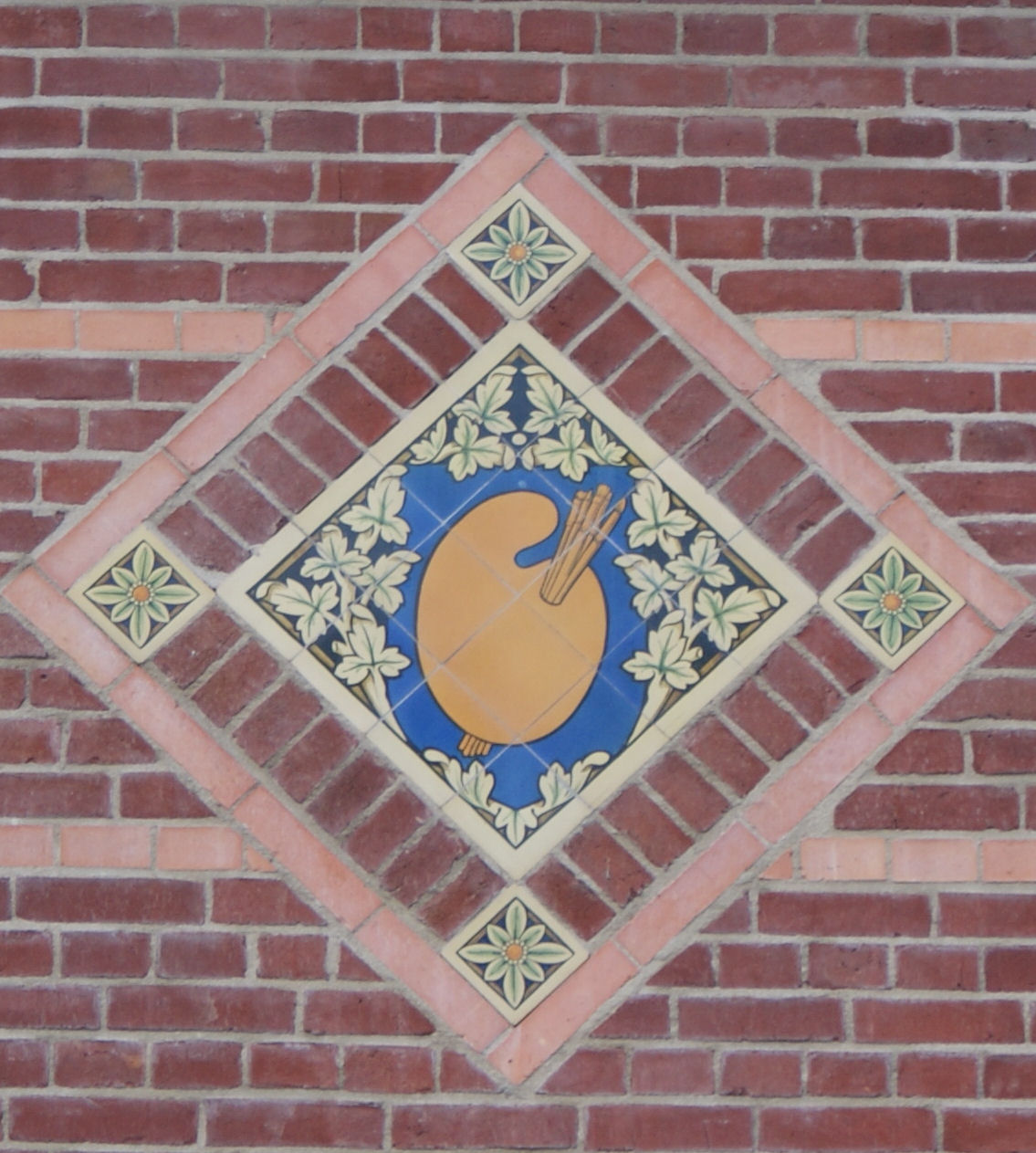
Ambacht Tekenen & Schilderen
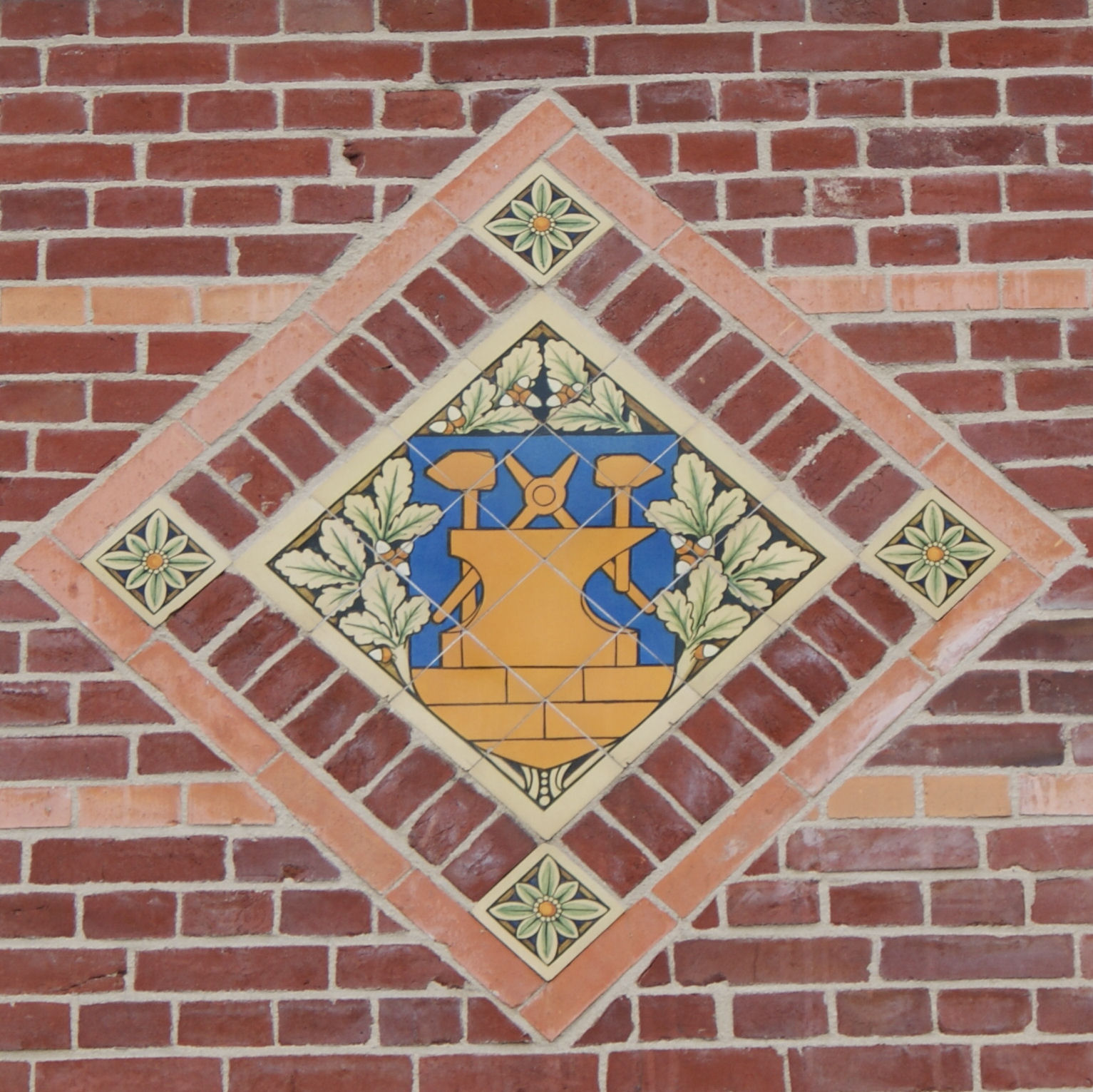
Ambacht Metaal
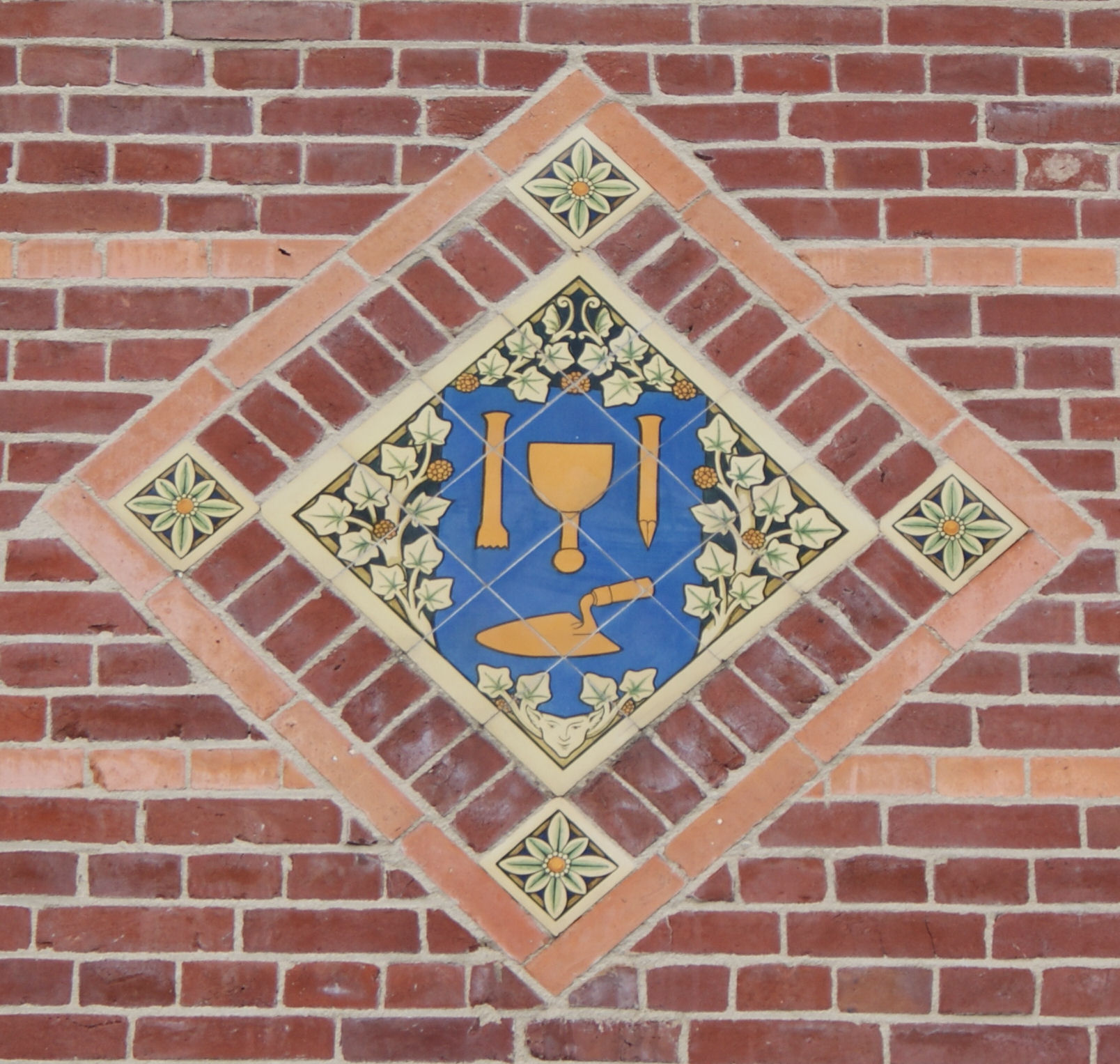
Ambacht Metselen en Steenbewerken
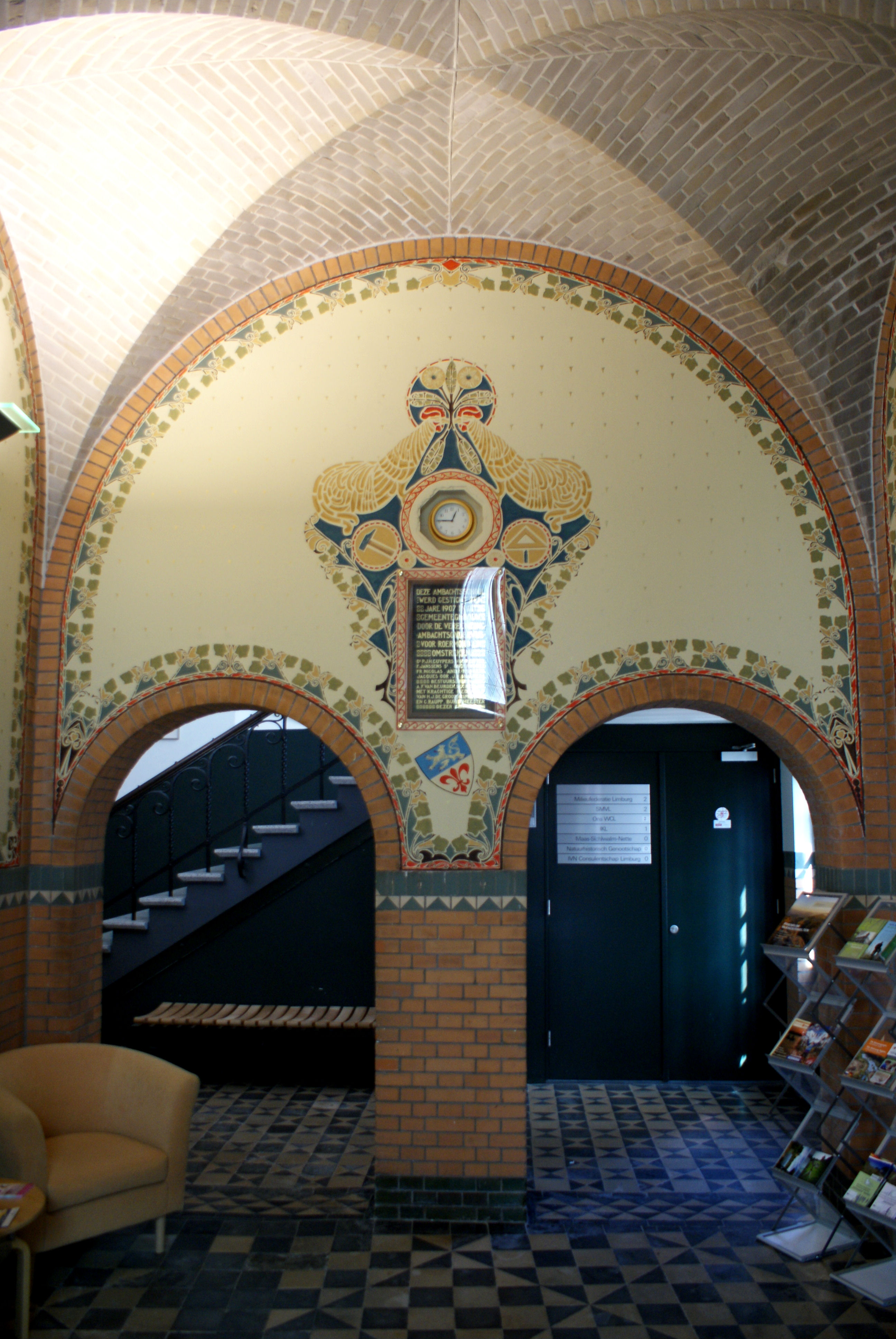
Dr Cypers Binnenkant
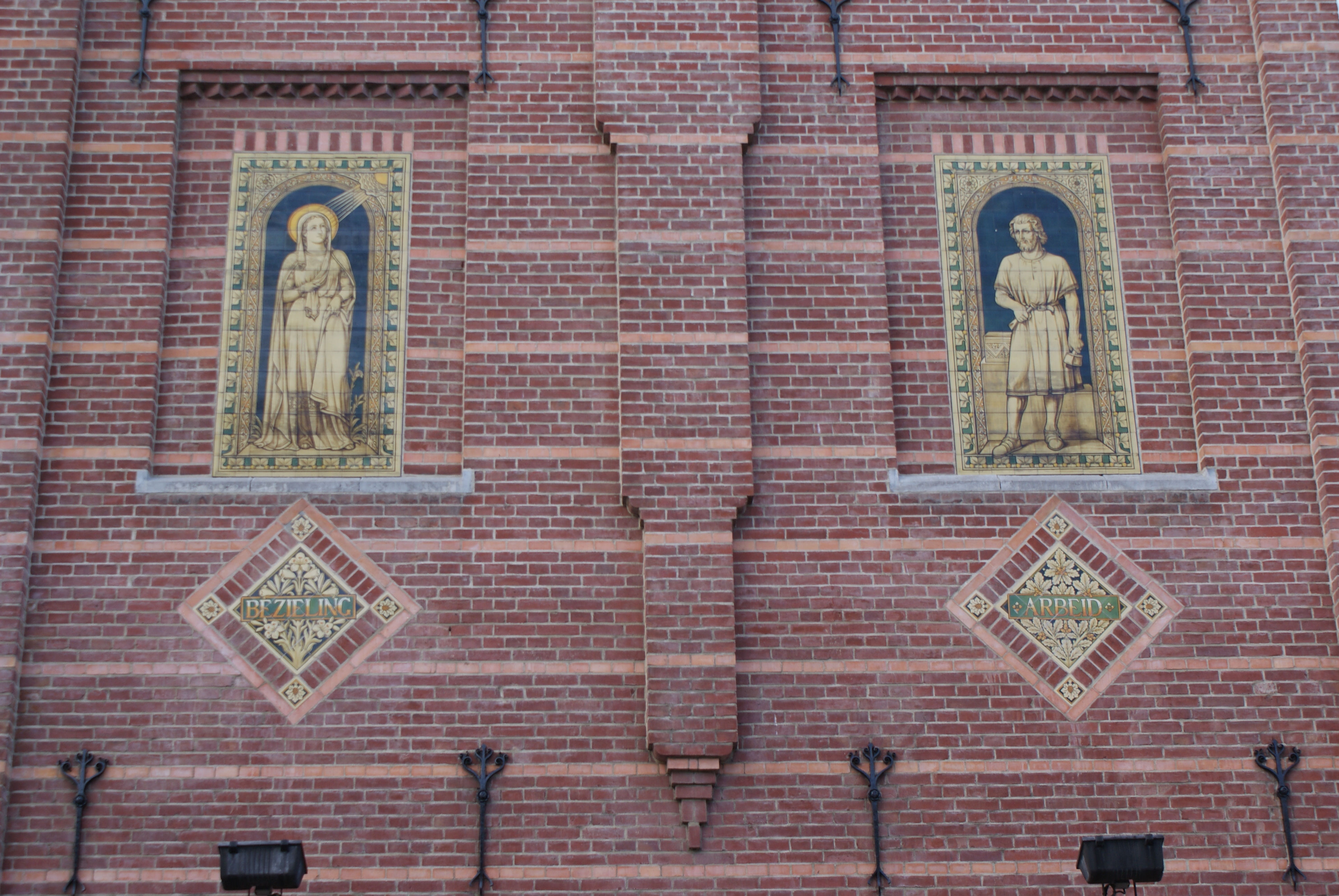
Dr Cuypers Tekenschool buitenkant Roermond
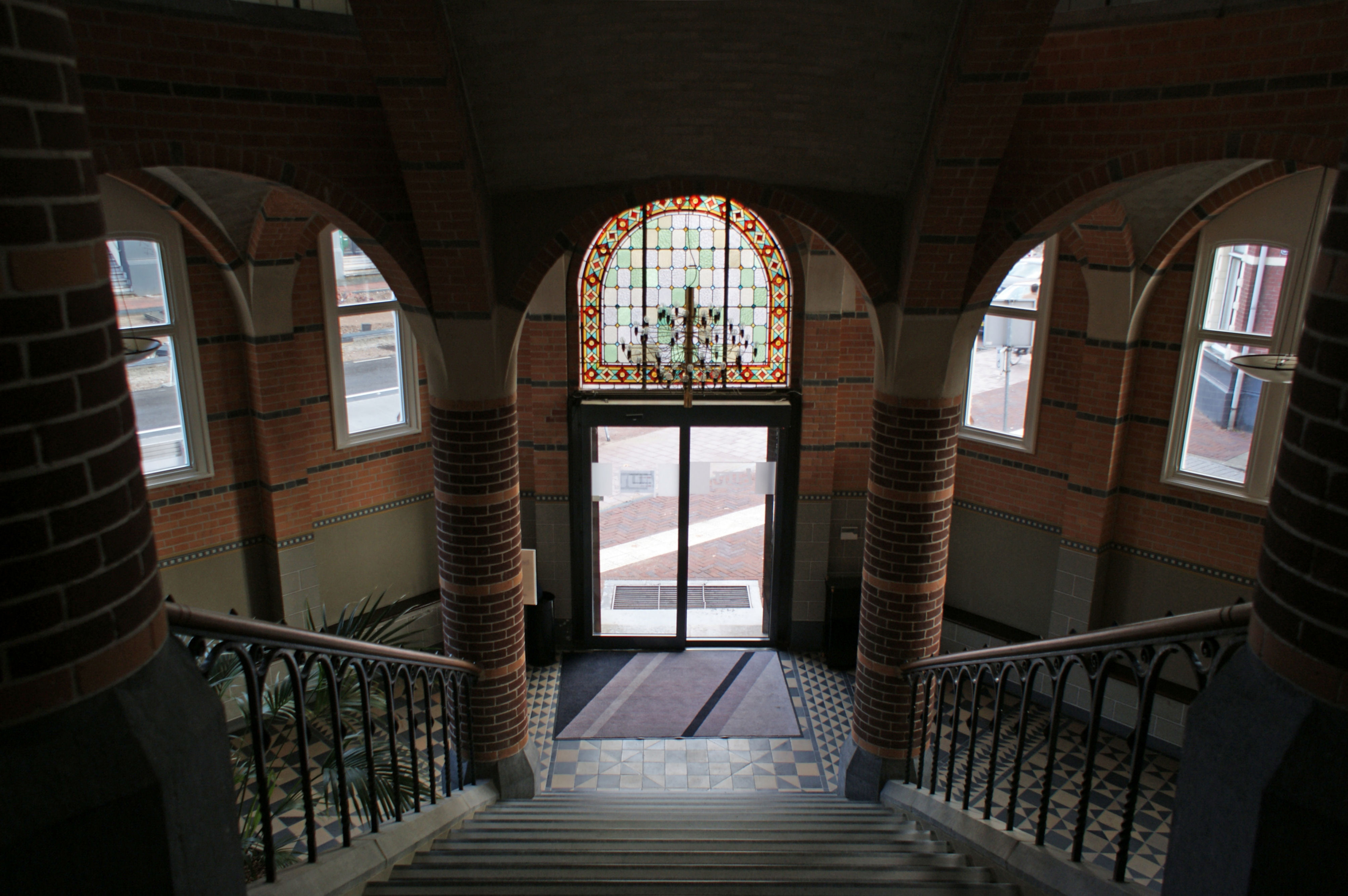
Dr Cuypers Trap binnenkant
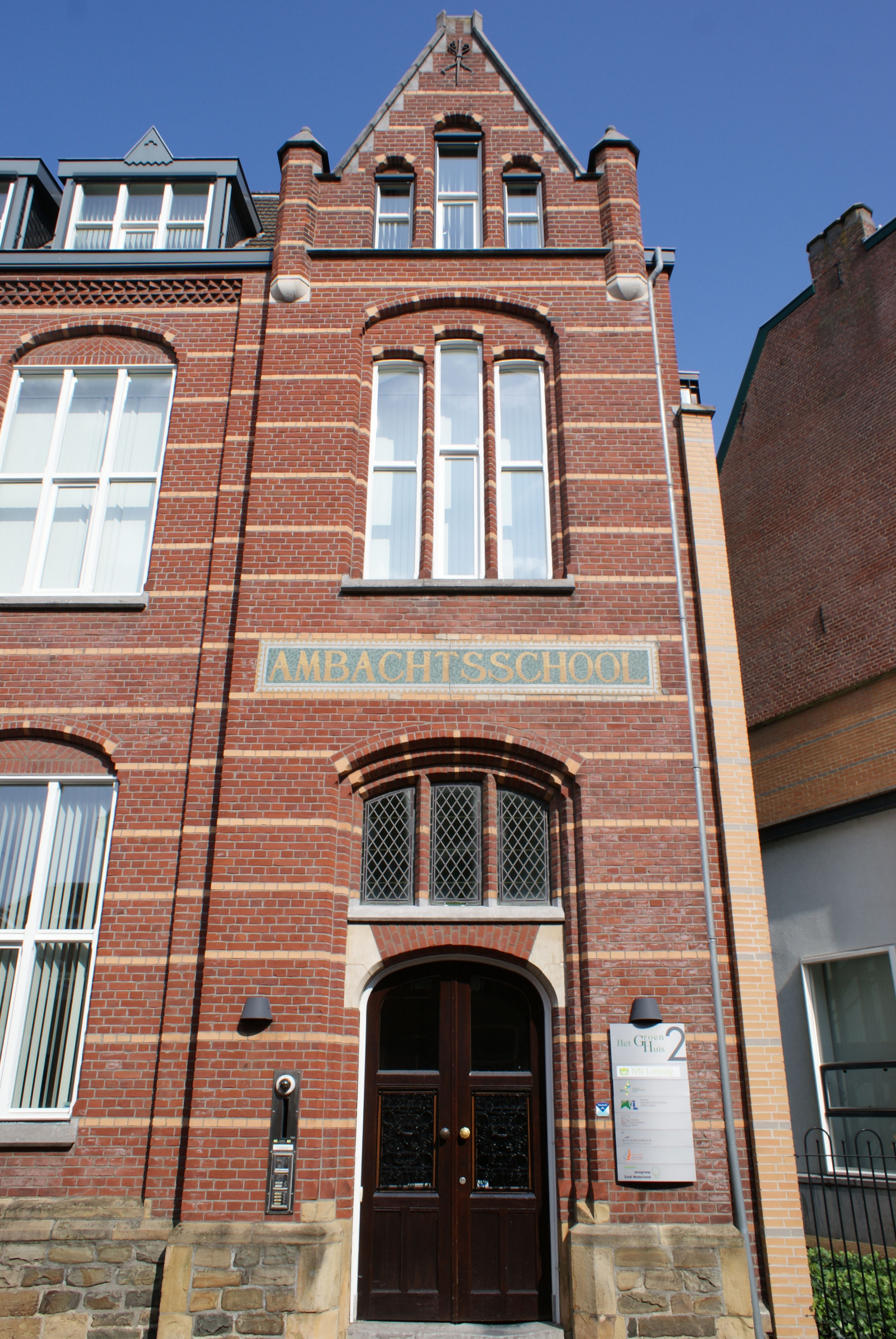
Dr Cuypers Ambachtsschool